# Order św. Michała i św. Jerzego
Order św. Michała i św. Jerzego (ang. Order of St Michael and St George), nazwa pełna Wielce Znamienity Order św. Michała i św. Jerzego (The Most Distinguished Order of Saint Michael and Saint George) – brytyjskie wysokie odznaczenie państwowe przyznawane za szczególne osiągnięcia i zasługi odniesione w służbie zagranicznej Wielkiej Brytanii lub powiązane z działaniami w sferze międzynarodowej. Ustanowiony został w 1818.

## Klasy
Nadawany jest w trzech różniących się wyglądem klasach:
1. Kawaler Krzyża Wielkiego lub Dama Krzyża Wielkiego (Knight/Dame Grand Cross – GCMG) – wielka wstęga i łańcuch;
2. Kawaler Komandor lub Dama Komandor (Knight/Dame Commander – KCMG lub DCMG) – krzyż komandorski z gwiazdą;
3. Towarzysz (Companion – CMG) – krzyż komandorski.

## Charakterystyka
Order św. Michała i św. Jerzego jest szóstym w hierarchii brytyjskich odznaczeń (po Orderze Podwiązki, Orderze Ostu, Orderze św. Patryka, Orderze Łaźni i Orderze Gwiazdy Indii), aczkolwiek dwa z nich (św. Patryka i Gwiazdy Indii) nie są już w praktyce nadawane. Został ustanowiony 28 kwietnia 1818 przez księcia Walii i Rothesay – przyszłego króla Jerzego IV – dla upamiętnienia brytyjskiego protektoratu nad Wyspami Jońskimi, które przeszły pod kontrolę brytyjską w 1814, a w 1817 rząd brytyjski nadał im własną konstytucję.
Monarcha brytyjski jest suwerenem orderu i go nadaje (według zwyczaju zgodnie z opinią rządu brytyjskiego). W praktyce, odznaczenie przyznawane jest przez króla lub królową na wniosek ministra spraw zagranicznych, za zasługi dla zagranicznych interesów Wielkiej Brytanii. Pierwszy co do starszeństwa Kawaler orderu, wyznaczany przez monarchę, jest jego Wielkim Mistrzem. Od 1967 dotychczas (2017) jest nim Edward książę Kentu.
Order początkowo miał obejmować 15 Kawalerów i Dam Krzyża Wielkiego, 20 Kawalerów i Dam Komandorów i 25 Kawalerów. Obecnie limity te wynoszą: 125, 375 i 1750, nie dotyczą one członków rodziny królewskiej i cudzoziemców. Cudzoziemcy mogą być odznaczeni jako honorowi członkowie Orderu (honorary members); nie stosuje się do nich części przywilejów honorowych związanych z dworem brytyjskim.

## Przywileje
Kawalerowie orderu mogą używać tytułu szlacheckiego „Sir” przed imieniem, a Damy tytułu „Dame”. Żony Kawalerów mogą używać tytułu „Lady” przed nazwiskiem. Kawalerowie i Damy Krzyża Wielkiego oraz Kawalerowie i Damy Komandorzy mogą używać po nazwisku skrótu oznaczającego klasę orderu: GCMG, KCMG lub DCMG i CMG (warto dodać, że skróty te są humorystycznie rozwijane po angielsku jako: CMG – call me god – „nazywaj mnie bogiem”, KCMG – kindly call me god – „uprzejmie proszę, nazywaj mnie bogiem” i GCMG – God calls me god – „Bóg nazywa mnie bogiem”; określenia te pochodzą z jednego z odcinków serialu Tak, panie ministrze). Z posiadaniem orderu wiążą się także inne przywileje honorowe i heraldyczne.

## Insygnia
Odznaka (badge) orderowa ma kształt siedmiopromiennej gwiazdy, emaliowanej na biało, z ramionami rozszerzającymi się i zakończonymi na wzór krzyża maltańskiego. Pośrodku jest okrągły złoty medalion, którego awers przedstawia świętego Michała Archanioła depczącego szatana, a rewers – świętego Jerzego na koniu. Medalion otoczony jest ciemnoniebieską obwódką z dewizą orderu AUSPICIUM MELIORIS AEVI („WRÓŻBA LEPSZEGO WIEKU”). Odznaka zawieszona jest na niebiesko-karmazynowo-niebieskiej wstędze, jest ona noszona w różny sposób w zależności od klasy orderu i płci: I klasa na wielkiej wstędze czyli szerokiej szarfie przez ramię do boku, a II i III na wstędze na szyi (mężczyźni) lub kokardzie (kobiety). Gwiazda orderowa noszona jest tylko w I i II klasie (różnią się nieco wyglądem). Odznaczeni wyższymi klasami orderu noszą przy szczególnie ważnych okazjach na dworze królewskim specjalny strój ceremonialny, a Kawalerowie Krzyża Wielkiego – Łańcuch orderowy.

## Odznaczeni
Spośród Polaków m.in.:
- Ryszard Kaczorowski
- Aleksander Kwaśniewski
- Paweł Edmund Strzelecki